# Chrząszcze drapieżne Wenezueli
Chrząszcze drapieżne Wenezueli – ogół taksonów owadów z podrzędu chrząszczy drapieżnych (Adephaga), których występowanie stwierdzono na terenie Wenezueli.
lista nie jest kompletna

## Biegaczowate(Carabidae)
W Wenezueli stwierdzono m.in.::

### Carabinae
- Calosoma alternans

### Trzyszczowate(Cicindelinae)
- Aniara sepulcralis spp. rariolosa
- Brasiella argentata
- Brasiella venustula
- Cicindela dysenterica[2]
- Cicindela suturalis
- Cenothyla varians
- Ctenostoma metallicum
- Ctenostoma ornatum
- Ctenostoma succinctum spp. ibidion
- Habroscelimorpha auraria
- Megacephala affinis
- Megacephala angusticollis
- Megacephala cribrata
- Megacephala fulgida
- Megacephala rutilans
- Odontocheila cayennensis
- Odontocheila ignita
- Odontocheila luridipes
- Odontocheila margineguttata
- Odontocheila sternbergi
- Opilidia graphiptera
- Pentacomia egregia
- Phaeoxantha aequinoctialis
- Phaeoxantha klugii
- Poecilochila lacordairei
- Prepusa ventralis
- Pseudoxycheila bipustulata
- Pseudoxycheila immaculata
- Tetracha klagesi
- Tetracha lacordairei

## Pływakowate(Dytiscidae)
W Wenezueli stwierdzono m.in.::
- Bidessonotus annae
- Bidessonotus dubius
- Bidessonotus josiahi
- Bidessonotus obtusatus
- Bidessonotus otrerus
- Bidessonotus palecephalus
- Bidessonotus paludicolus
- Bidessonotus reductus
- Bidessonotus rubellus
- Bidessonotus septimus
- Bidessonotus spinosus
- Bidessonotus tibialis
- Bidessonotus truncatus
- Bidessonotus vicinus

## Flisakowate(Haliplidae)
W Wenezueli stwierdzono m.in.::
- Haliplus camposi
- Haliplus crassus
- Haliplus gravidus
- Haliplus indistinctus
- Haliplus panamanus
- Haliplus tocumenus

## Meruidae
W Wenezueli stwierdzono:
- Meru phylissae

## Rhysodidae
W Wenezueli stwierdzono m.in.:
- Clinidium pilosum
- Clinidium rojasi